# Џо Спано
Џозеф Питер Спано (енгл. Joseph Peter Spano; рођен 7. јула 1946. Сан Франциско, Калифорнија), амерички је филмски и ТВ глумац, и продуцент.
Најпознатији по улогама поручника Хенрија Голдблума у серији Hill Street Blues и специјалног агента ФБИ Тобајаса Ц. Форнела у НЦИС-у.
Исто тако појавио се у филмовима и серијама Амерички графити, Аполо 13, Исконски страх, И после Бетмена: Повратак Џокера, Њујоршки плавци, Пукотина, Фрост/Никсон, Неш Бриџиз, Менталиста. 